# رایکو ژیژیچ
رایکو ژیژیچ (انگلیسی: Rajko Žižić؛ ۲۲ ژانویهٔ ۱۹۵۵ – ۷ اوت ۲۰۰۳) بازیکن بسکتبال اهل یوگسلاوی بود.
وی در مسابقات کشوری و بین‌المللی در مجموع برندهٔ ۴ مدال طلا، ۱ مدال نقره، ۱ مدال برنز شده‌است.